# Debeljuhi
 Debeljuhi  (olaszul: Debegliuchi) falu Horvátországban, Isztria megyében. Közigazgatásilag Žminjhez tartozik.

## Fekvése
Az Isztria középső részén, Pazintól 15 km-re délre, községközpontjától 5 km-re délnyugatra az A8-as autópálya közelében fekszik.

## Története
Nevét a Debeljuh családról kapta, melynek tagjai az Isztrián Rovinj és Pazin környékén ma is nagy számban élnek.
1880-ban 163, 1910-ben 249 lakosa volt. Az első világháború után a rapallói szerződés értelmében Isztria az Olasz Királysághoz került. Az 1943-as olasz kapituláció után szabadult meg az olasz uralomtól. A második világháború után Jugoszlávia, majd Jugoszlávia felbomlása után 1991-ben a független Horvátország része lett. Žminj község 1993-ban alakult meg. 2011-ben a falunak 119  lakosa volt. Lakói mezőgazdasággal és kisállat tenyésztéssel foglalkoznak.

## Lakosság
| Lakosság változása | Lakosság változása | Lakosság változása | Lakosság változása | Lakosság változása | Lakosság változása | Lakosság változása | Lakosság változása | Lakosság változása | Lakosság változása | Lakosság változása | Lakosság változása | Lakosság változása | Lakosság változása | Lakosság változása | Lakosság változása |
| ------------------ | ------------------ | ------------------ | ------------------ | ------------------ | ------------------ | ------------------ | ------------------ | ------------------ | ------------------ | ------------------ | ------------------ | ------------------ | ------------------ | ------------------ | ------------------ |
| 1857               | 1869               | 1880               | 1890               | 1900               | 1910               | 1921               | 1931               | 1948               | 1953               | 1961               | 1971               | 1981               | 1991               | 2001               | 2011               |
| 0                  | 0                  | 163                | 178                | 221                | 249                | 0                  | 0                  | 244                | 245                | 209                | 184                | 153                | 157                | 137                | 119                |